# Atlantski mekousnik
Atlantski mekousnik (Melanostigma atlanticum) novopridošla je vrsta ribe u Jadranskom moru, pronađen je prvi puta 2002. godine. Izduženog je tijela, gotovo proziran, tijelo je prekriveno golom labavom kožom oko koje se nalazi želatinozno tkivo. Gornji dio tijela je ružičasto siv, a prema repu postaje sve tamnija, skoro do crne. Trbuh, usna šupljina i škrge su crni. Gornja peraja je spojena s repom, te nema trbušnih peraja. Najveća zabilježena duljina ove ribe je 15 cm. Živi na većim dubinama, obično na dubini 400-1000 m, hrani se veslonošcima (kopepodima), ljuskarima (ostrakodima) i eufazidima. 

## Rasprostranjenost
Prirodno stanište ove ribe je oko zapadne obale Škotske,na obalama sjevernozapadne Afrike, te u sjevernom Atlantiku. Može se naći i u Mediteranu (Italija - Đenovski zaljev, Španjolska-Matallanas).

## Poveznice
|  | Wikivrste imaju podatke o taksonu Atlantski mekousnik |